# Jacob de Greeuw
Jacob (Jacco) de Greeuw (Hoorn, 22 juli 1969) is een Nederlandse zanger en gitarist, die bekendheid verwierf met zijn band Johan.

## Jeugd
De Greeuw werd geboren en groeide op in Hoorn in een gezin van vijf kinderen. Zijn vader Johan was stratenmaker en had een eigen bedrijf. Als kind werd hij geïnspireerd door Stevie Wonders Songs in the Key of Life, die zijn oudere zussen veel draaiden. Een van zijn zussen kocht een gitaar, waar zij weinig op speelde. De Greeuw nam hem van haar over en begon, rond van zijn achttiende, te spelen in diverse schoolbandjes. Op jeugdige leeftijd speelde hij in diverse schoolbands. Hij studeerde onder andere voor leraar geschiedenis en uitgever, maar maakte beide studies niet af. Zijn grote liefde bleef de muziek. In 1990 speelde hij met de band Little Mary Big in de finale van de Grote Prijs van Nederland, waar hij tweede werd. Vervolgens richtte hij met enkele vrienden de band Visions Of Johanna op, waarvan de naam in 1996 werd ingekort tot Johan. In 1996 gooide de band direct hoge ogen met haar debuutplaat Johan.

## Johan

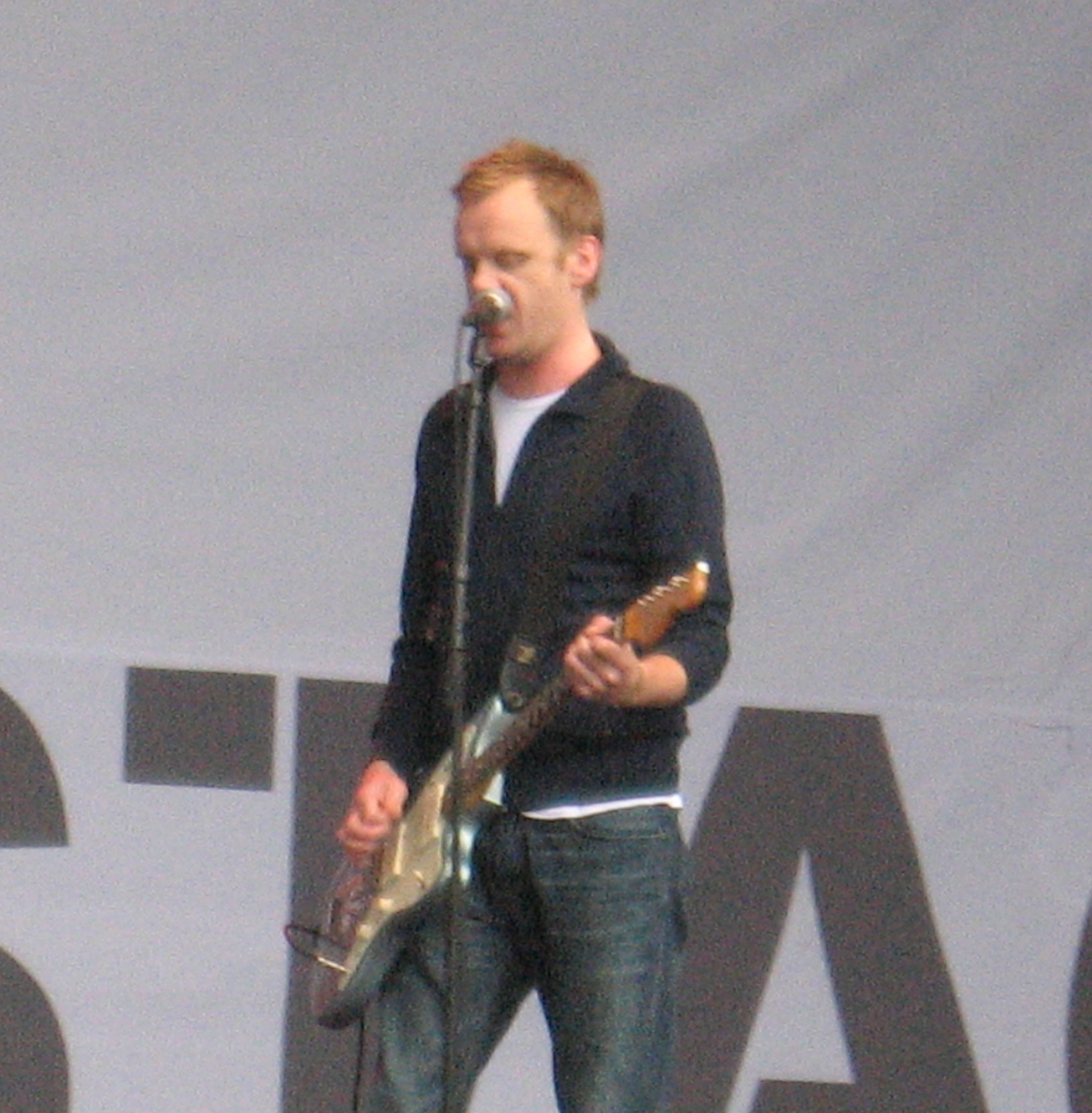
Jacco de Greeuw (2007)

De Greeuw kenmerkt zich als een even grillige als talentvolle musicus. In 1997, het jaar waarin De Greeuws vader overleed, een doorbraak in de Verenigde Staten mislukte en twee bandleden uit de band stapten, raakte De Greeuw in een zware depressie. Begin 1998 viel De Greeuw, die bezig was met het schrijven van nieuw materiaal, in een diep gat. In 1999 werden zijn problemen onderkend. Met professionele hulp en medicatie klom hij uiteindelijk weer snel uit het dal, maar viel hierna nog enkele malen terug. Sinds zijn verhuizing in 2005 van Hoorn naar het centrum van Amsterdam leek hij zijn depressies te boven te zijn. Nadat hij in 2015 stopte met zijn medicatie, kwamen de problemen echter terug. Naast depressies lijdt De Greeuw ook aan ADHD. Hij staat bekend als een lastig persoon om mee te werken.
In de 13 jaar die Johan actief was, bracht de band, die kampte met de vele bezettingswisselingen en schrijversblokken van De Greeuw, slechts 4 albums uit. Eind augustus 2009, relatief kort na het verschijnen van het vierde album 4, besloot De Greeuw, de stekker uit de band te trekken, omdat hij zich te veel gebonden voelde aan de band en liever projectmatiger aan de slag wilde.
De Greeuw ambieerde aanvankelijk een solocarrière als singer-songwriter. Hij wilde daarbij gaan werken met verschillende sessiemuzikanten, maar sloot niet uit dat dit oud-Johanleden kunnen zijn. Daarnaast werkte hij aan soundscapes en andere elektronische muziek.
Zijn eerste wapenfeit als sessiemuzikant was een bijdrage aan het debuutalbum van de eveneens uit Hoorn afkomstige Tim Knol, waaraan onder andere ook oud-Johan-leden Jeroen Kleijn en Matthijs van Duijvenbode hun medewerking verleenden. In 2012 was hij nauw betrokken bij het album Royal Parks van Diederik Nomden, die ook in Johan speelde. Op 30 juni 2013 trad hij op op de Hoornse Stadsfeesten samen met het Grand Pop Orchestra. Op 27 juli bracht hij, op het festival Welcome to the Village in het Friese Leeuwarden, samen met Anne Soldaat, Jelle Paulusma, Maurits van Westerik en de band William Seen’s Transport Music, een ode aan The Serenes, door het album Barefoot and pregnant integraal op te voeren.
In februari 2015 maakte De Greeuw bekend een nieuw album uit te gaan brengen. Aangezien hij merkte dat zijn muzikale zoektochten altijd weer uitkwamen bij de popliedjes in de stijl van Johan, besloot hij de band nieuw leven in te blazen.

## Discografie

### MetJohan
- Johan (1996)
- Pergola (2001)
- THX JHN (2006)
- 12.5 years, 3 albums, 36 songs (verzamelbox; 2009)
- 4 (2009)
- Pull Up (2018)
- The Great Vacation (2024)